# Просторова структура популяції

Просторова структура популяції — просторове розташування організмів популяції.

## Типи просторового розміщення
Розрізняють три основні типи просторового розміщення, які мають різну біологічну суть:
1. випадкове — різні фактори однаково впливають на особини, а популяція знаходиться в оптимальних умовах;
2. регулярне — результат елімінації особин при гомогених умовах;
3. групове — найпоширеніше, пов'язане з особливостями дисемінації (висипання важкого насіння, поширення плодів і насіння), вегетативним розмноженням, скупченням в найпридатніших і найвдаліших місцях.

Для виявлення типу розміщення найбільш доступним і ефективним є картування особин на облікових площинах.

## Просторова структура рослиннихпопуляцій
Розміщення рослин у просторі через їхню нерухомість має великий біологічний зміст. У рослинних угрупованнях просторова структура популяцій виявляється через характерне розміщення особин даного виду; вони можуть виступати поодинці, парами, групами або ж скупченнями, їх розміщення залежить від біологічних особливостей виду, стадії розвитку популяції, умов місцезростання. Відносно ж тварин, то тут важливим фактором є пора року (лялечка зимує в лісовій підстилці, гусениця живе в кроні дерева).

## Загальні зауваження
У більшості посібників з екології та фітоценології обговорюються лише три типи розміщення особин у просторі: рівномірне (а), випадкове (b) і групове або агреговане (d). Більш повною уявляється класифікація, показана на рис. Ця класифікація заснована на двох альтернативних критеріях: стохастичність — детермінованість і рівномірність — нерівномірність,. Відповідно до цієї класифікації, виділяються наступні типи розміщення особин у просторі:
- детерміноване рівномірне (а; регулярне — розподіл достатньо високих дерев у лісі, крони яких утворюють частину загального полога; штучні лісопосадки);
- стохастичне рівномірне (b; випадкове — розподіл молюска Mulinia lateralis в мулистих наносах припливної зони; (Jackson, 1968[3]));
- детерміноване нерівномірне (с; псевдоконтагіозне — «гніздові посадки лісу»);
- стохастичне нерівномірне (d; контагіозне — розподіл лабазніка звичайного (Filipendula vulgaris) на остепнених луках[4]).

Встановлення типу розміщення, ступеня агрегованості, розмірів і тривалості збереження груп організмів (особин-популяцій за Четвериковим) необхідно для розуміння природи популяції і для більш точного вимірювання її щільності.